# Montgomery Creek
Montgomery Creek és una concentració de població designada pel cens dels Estats Units a l'estat de Califòrnia. Segons el cens del 2000 tenia 96 habitants.

## Demografia
Segons el cens del 2000, Montgomery Creek tenia 96 habitants, 42 habitatges, i 27 famílies. La densitat de població era d'11,5 habitants/km².
Dels 42 habitatges en un 35,7% hi vivien nens de menys de 18 anys, en un 50% hi vivien parelles casades, en un 7,1% dones solteres, i en un 35,7% no eren unitats familiars. En el 31% dels habitatges hi vivien persones soles el 14,3% de les quals corresponia a persones de 65 anys o més que vivien soles. El nombre mitjà de persones vivint en cada habitatge era de 2,29 i el nombre mitjà de persones que vivien en cada família era de 2,81.
Per edats la població es repartia de la següent manera: un 29,2% tenia menys de 18 anys, un 3,1% entre 18 i 24, un 21,9% entre 25 i 44, un 34,4% de 45 a 60 i un 11,5% 65 anys o més.
L'edat mediana era de 44 anys. Per cada 100 dones de 18 o més anys hi havia 119,4 homes.
La renda mediana per habitatge era de 26.250 $ i la renda mediana per família de 26.750 $. Els homes tenien una renda mediana de 30.000 $ mentre que les dones 0 $. La renda per capita de la població era de 9.211 $. Entorn del 29,6% de les famílies i el 33,3% de la població estaven per davall del llindar de pobresa.

## Poblacions més properes
El següent diagrama mostra les poblacions més properes.